# Henry Merrivale
Sir Henry Merrivale est un détective amateur fictif, créé par le romancier américain John Dickson Carr. Il est inspiré à la fois de Mycroft Holmes et de Winston Churchill.
Il est le héros de 22 romans publiés sous le pseudonyme de Carter Dickson, l'un des noms de plume de John Dickson Carr.

## Biographie fictive
Fils d'un père baronnet et d'un mère qui était fille de pasteur, Henry Merrivale naît le 6 février 1871 à Cranleigh Court, près de Yewborough dans le comté du Sussex. Il fait ses études à l'université de Cambridge, où il est un bon joueur de rugby, mais un piètre golfeur, il n'hésite pas à tricher pour éviter de perdre la face. Avec mélancolie, il évoque à l'occasion qu'il a autrefois interprété le personnage de Shylock dans une production de théâtre amateur.
Devenu médecin et avocat, il a auparavant été un des chefs du contre-espionnage britannique. Quand il apparaît pour la première fois dans La Maison de la peste (The Plague Court Murders, 1934), c'est un homme large et robuste qui souffre d'un (trop) respectable embonpoint. Posée sur son gros nez, des lunettes d'écaille lui permettent de regarder par-dessus, avec une expression malicieuse ou inquiétante, les suspects qu'il interroge. Il demeure toutefois un homme plein d'humour. Ce bon vivant, assez distrait et plutôt bougon, est toutefois un dangereux conducteur : plus d'une fois les passagers qui ont le malheur de monter dans sa voiture se jurent de ne jamais le laisser reprendre le volant et, à défaut, de ne pas livrer leur vie à cet étourdi qui ne connaît rien à la signalisation routière et pour qui la vitesse la plus excessive est toujours de mise.
Bien que marié, Sir Henry ne vit pas avec sa femme. Et ses deux filles ont le don de le mettre en colère. Sans attaches, il se consacre entièrement à son travail, tout en faisant croire qu'il passe le plus clair de son temps à ne rien faire.
Criminologue réputé et respecté, cet obèse, qui adore faire des entrées de cabotin et se donner des airs de Falstaff, sait résoudre les mystères les plus complexes et les énigmes de chambre close les plus impossibles grâce à un don de l'observation hors du commun, un souci maniaque d'examiner le moindre détail et une grande connaissance du mode de pensée des criminels.

## Liste des titres de la sérieHenry Merrivale

### Romans
Note : Les enquêtes de Henry Merrivale sont signées Carter Dickson en version originale. Les éditeurs français reprennent cette signature jusqu'aux années 1960 où ils coiffent les titres de la signature John Dickson Carr.
- The Plague Court Murders (New York, Morrow, 1934) Publié en français sous le titre La Maison de la peste, Paris, Hachette, coll. « L'Énigme », 1949 ; Paris, Librairie des Champs-Élysées, coll. « Le Masque » no 2087 ; réédition dans J.D. Carr 3 - Sir Henry Merrivale (1934-1937), Librairie des Champs-Élysées, coll. « Intégrales du Masque », 1993
- The White Priory Murders (New York, Morrow, 1934) Publié en français sous le titre S.M. intervient, Genève, Ditis, coll. « Détection Club » no 8, 1945 Publié en français sous le titre La Mort dans le miroir, Paris, Librairie des Champs-Élysées, coll. « Le Masque » no 2096, 1992 ; réédition dans J.D. Carr 3 - Sir Henry Merrivale (1934-1937), Librairie des Champs-Élysées, coll. « Intégrales du Masque », 1993
- The Red Widow Murders (New York, Morrow, 1935) Publié en français sous le titre La Maison du bourreau, Paris, Nouvelle Revue Critique, coll. « L'Empreinte » no 97, 1936 ; réédition, Paris, Librairie des Champs-Élysées, coll. « Le Masque » no 1863, 1986 ; réédition dans J.D. Carr 3 - Sir Henry Merrivale (1934-1937), Librairie des Champs-Élysées, coll. « Intégrales du Masque », 1993
- The Unicorn Murders (New York, Morrow, 1935) Publié en français sous le titre Les Meurtres de la licorne, Paris, Librairie des Champs-Élysées, coll. « Le Masque » no 2041, 1991 ; réédition dans J.D. Carr 3 - Sir Henry Merrivale (1934-1937), Librairie des Champs-Élysées, coll. « Intégrales du Masque », 1993
- The Magic Lantern Murders (London, Heinemann, 1936) ou The Punch and Judy Murders (New York, Morrow, 1937) Publié en français sous le titre Arsenic et Boutons de manchette, Paris, Hachette, coll. « L'Énigme », 1950 ; réédition, Paris, Librairie des Champs-Élysées, coll. « Le Masque » no 1976, 1989 ; réédition Paris, Librairie des Champs-Élysées, coll. « Club des Masques » no 626, 1993 ; réédition dans J.D. Carr 3 - Sir Henry Merrivale (1934-1937), Librairie des Champs-Élysées, coll. « Intégrales du Masque », 1993
- The Peacock Feather Murder (New York, Morrow, 1937) ou The Ten Teacups (London, Heinemann, 1937) Publié en français sous le titre La police est invitée, Paris, Nouvelle Revue Critique, coll. « L'Empreinte » no 144, 1938 ; réédition, Paris, Librairie des Champs-Élysées, coll. « Le Masque » no 1946, 1989 ; réédition dans J.D. Carr 4 - Sir Henry Merrivale (1934-1937), Librairie des Champs-Élysées, coll. « Intégrales du Masque », 1993; réédition Paris, Librairie des Champs-Élysées, coll. « Club des Masques » no 634, 1994
- The Judas Window (New York, Morrow, 1938) ou The Crossbow Murders (New York, Berkley, 1964) Publié en français sous le titre La Flèche peinte, Paris, Éditions des Loisirs, coll. « Loisirs-police », 1948 ; réédition, Paris, Librairie des Champs-Élysées, coll. « Le Masque » no 1934, 1988 ; réédition dans une traduction revue et complétée dans J.D. Carr 4 - Sir Henry Merrivale (1937-1940), Librairie des Champs-Élysées, coll. « Intégrales du Masque », 1995
- Death in Five Boxes (New York, Morrow, 1938) Publié en français sous le titre Ils étaient quatre à table, Genève, Ditis, Détective Club no 11 , 1945 ; réédition, Paris, Néo, coll. Le Miroir obscur no 60, 1983 ; réédition, Paris, Librairie des Champs-Élysées, coll. « Le Masque » no 2024, 1990 ; réédition dans J.D. Carr 4 - Sir Henry Merrivale (1937-1940), Librairie des Champs-Élysées, coll. « Intégrales du Masque », 1995
- The Reader is Warned (New York, Morrow, 1939) Publié en français sous le titre Le lecteur est prévenu, Paris, Nouvelle Revue Critique, coll. « L'Empreinte » no 182, 1940 ; réédition, Paris, Librairie des Champs-Élysées, coll. « Le Masque » no 1940, 1988 ; réédition, Paris, Librairie des Champs-Élysées, coll. « Club des Masques » no 617, 1992 ; réédition dans J.D. Carr 4 - Sir Henry Merrivale (1937-1940), Librairie des Champs-Élysées, coll. « Intégrales du Masque », 1995
- And So to Murder (New York, Morrow, 1940) Publié en français sous le titre Eh bien, tuez maintenant !, Paris, Librairie des Champs-Élysées, coll. « Le Masque » no 1968, 1989 ; réédition dans J.D. Carr 4 - Sir Henry Merrivale (1937-1940), Librairie des Champs-Élysées, coll. « Intégrales du Masque », 1995
- Nine and death makes ten (New York, Morrow, 1940) ou Murder in the Submarine Zone (London, Heinemann, 1950) Publié en français sous le titre Impossible n'est pas anglais, Paris, Presses de la Cité, coll. « Un mystère » no 534 , 1960 ; réédition, Paris, Librairie des Champs-Élysées, coll. « Le Masque » no 1274, 1986 ; réédition sous le même titre dans une nouvelle traduction intégrale dans J.D. Carr 4 - Sir Henry Merrivale (1937-1940), Librairie des Champs-Élysées, coll. « Intégrales du Masque », 1995[3] Publié en français dans une autre traduction tronquée sous le titre Le fantôme frappe trois coups, Paris, Librairie des Champs-Élysées, coll. « Le Masque » no 1274, 1973 ; réédition Paris, Librairie des Champs-Élysées, coll. « Club des Masques » no 423, 1980
- Seeing is Believing (New York, Morrow, 1941) ou Cross of Murder (Cleveland, World, 1959) Publié en français sous le titre On n'en croit pas ses yeux, Genève, Ditis, coll. « Détective Club » no 15, 1946 ; réédition, Paris, coll. « Détective Club » no 3, 1946 ; réédition, Paris, J'ai lu coll. « Policier » no 18, 1964 ; réédition, Paris, Librairie des Champs-Élysées, coll. « Le Masque » no 1799, 1985 ; réédition, Paris, Librairie des Champs-Élysées, coll. « Club des Masques » no 619, 1992
- The Gilded Man (New York, Morrow,  1942) Publié en français sous le titre L'Homme en or, Paris, Hachette, coll. « L'Énigme », 1947 ; réédition, Paris, Librairie des Champs-Élysées, coll. « Le Masque » no 1917, 1988 ; réédition, Paris, Librairie des Champs-Élysées, coll. « Club des Masques » no 628, 1993
- She Died a Lady (New York, Morrow,  1943) Publié en français sous le titre Je préfère mourir, Genève, Ditis, coll. « Détective Club » no 19, 1946 ; réédition, Paris, coll. « Détective Club » no 5, 1946 ; réédition, Paris, Librairie des Champs-Élysées, coll. « Le Masque » no 1883, 1990
- He Wouldn't Kill Patience (New York, Morrow,  1944) Publié en français sous le titre Il n'aurait pas tué Patience,  Paris, Édition La Jeune Parque, coll. « Le Cercle rouge », 1946 ; réédition, Paris, Néo, coll. « Le Miroir obscur » no 56, 1983 ; réédition, Paris, Librairie des Champs-Élysées, coll. « Le Masque » no 2007, 1987
- The Curse of the Bronze Lamp (New York, Morrow,  1945) ou Lord of the Sorcerers (London, Heinemann, 1946) Publié en français sous le titre L'habit fait le moine, Genève, Ditis, coll. « Détective Club » no 23 , 1947 ; réédition, Paris, coll. « Détective Club » no 14, 1948 ; réédition, Paris, Néo, coll. « Le Miroir obscur » no 73, 1983 ; réédition, Paris, Librairie des Champs-Élysées, coll. « Le Masque » no 2018, 1990
- My Late Wives (New York, Morrow,   1946) Publié en français sous le titre La Maison de la terreur, Paris, Hachette, coll. « L'Énigme », 1948 ; réédition, Paris, Librairie des Champs-Élysées, coll. « Le Masque » no 1910, 1988 ; réédition Paris, Librairie des Champs-Élysées, coll. « Club des Masques » no 605, 1991
- The Skeleton in the Clock (New York, Morrow,   1948) Publié en français sous le titre Le Squelette dans l'horloge, Paris, Presses de la Cité, coll. « Littérature policière » no 12, 1983 ; Paris, Librairie des Champs-Élysées, coll. « Le Masque » no 2104, 1992
- A Graveyard to Let (New York, Morrow,   1949) Publié en français sous le titre Passe-passe, Paris, Librairie des Champs-Élysées, coll. « Le Masque » no 719, 1961 Publié en français dans une nouvelle traduction sous le titre Passe-Passe, Paris, Librairie des Champs-Élysées, coll. « Le Masque » no 719, 1989
- Night at the Mocking Widow (New York, Morrow,   1950) Publié en français sous le titre La Nuit de la Veuve ricanante, Paris, Sinfonia, 1987 Publié en français dans une nouvelle traduction sous le titre La Nuit de la Veuve ricanante, Paris, Librairie des Champs-Élysées, coll. « Le Masque » no 2348, 1997
- Behind the Crimson Blind (New York, Morrow,   1952) Publié en français sous le titre Le Rideau cramoisi, Paris, Librairie des Champs-Élysées, coll. « Le Masque » no 2403, 1998
- The Cavalier's Cup (New York, Morrow,   1953)  Publié en français sous le titre Le Fantôme du cavalier, Paris, Librairie des Champs-Élysées, coll. « Le Masque » no 2125, 1993

### Recueil de nouvelles
- The Men Who Explained Miracles (1963) Publié en français sous le titre L'Homme qui expliquait les miracles, Paris, Librairie des Champs-Élysées, coll. « Le Masque » no 2183, 1994 Cette publication contient le court roman Ministry of Miracles (1956), aussi titré All in a Maze, mettant en scène Henry Merrivale et traduit en français sous le titre L'Homme qui expliquait les miracles

### Nouvelle isolée
- The House in Goblin Wood (novembre 1947) Publié en français sous le titre La Maison de Goblin Wood, dans Les Meilleures Histoires de chambres closes, Paris, Minerve, 1985